# 阿尔马尼扬萨斯
阿尔马尼扬萨斯（西班牙語：Armañanzas）是西班牙纳瓦拉的一个市镇。总面积12平方公里，总人口83人（2001年），人口密度7人/平方公里。